# Pere Solés Bahí
Pere Solés i Bahí (Girona, 1967) és un metge angiòleg, dramaturg, guionista i director de cinema català.
El seu interès dividit entre la dramatúrgia i el guió cinematogràfic l'ha portat a abordar els dos camps d'acció artística. Ha rebut, per tant, formació de part de les dues branques (Màster Internacional d'Escriptura per a Cinema i Televisió a la Universitat Autònoma de Barcelona, entre d'altres estudis) i ha produït nombroses obres (teatrals en un principi, cinematogràfiques més endavant). Actualment es dedica de forma gairebé exclusiva a l'audiovisual; treballa regularment en la direcció de curtmetratges, llargmetratges i documentals, i ha dirigit també un videoclip. Esbossem a continuació les obres estrenades els darrers 10 anys:

## Obres teatrals
- Les muralles de Jericó (2005) - Casa de Cultura, Girona
- Transicions (2005, monòleg) - Finalista del I Certamen de Monòlegs Teatrals de: la realitat supera la ficció?
- La filla de Sartre (2005) - Sala La Planeta, Girona
- Lleig (2006, monòleg) - Sala Beckett, Barcelona
- Virtual (2007) - Sala La Planeta, Girona - Finalista del Premi de Teatre Professional Novell de Foios
- IETI (2008) - Sala La Planeta, Girona. Publicada per Ed. RE & MA.
- La darrera partida (2011) - Sala La Planeta, Girona. Dins els Diàlegs a quatre bandes, produïts per Platadedrama.[2]
- Pla vs Welles (2016) - El Canal, Salt. Dins el festival Girona a Cappella Festival.

## Obres cinematogràfiques[3]

### Curtmetratges
- Anem per Parts (2007)
- Second (2007)
- Temps de masovers (2008, curt documental) - Finalista del Festival Internacional de Documentals Curt.doc
- Metamorfosi (2008)
- Hi ha vida intel·ligent en altres planetes? (2008) - Millor projecte de curtmetratge del Fons de Creació Audiovisual de Girona (2007), accèssit al Concurs de Guions 05-AGGI (2006)
- My generation (2008, curt documental)
- Fragile (2009) - Premi Digitalent del Diba Festival
- WC (2009)
- Max (2013) - Millor curtmetratge del Festival de Cinema de Girona[4]
- La darrera partida (2015)

### Llargmetratges
- Darrere la porta (2015)[1]
- Ara (2018)
- El cau (en producció, 2021)

### Documentals
- L'orchestre / l'orquestra (2010)
- Una pacá y dos pallá (2010)
- Intimitats germans Roca (2014) - Sense ficció, TVC
- Feliç mil aniversari! (2016) - Sense ficció, TVC
- A la caça (2017)
- La meva vida com una pel·lícula (2019) - Sense ficció, TVC
- Matusalem (2023)

### Videoclips
- Els teus cels, de Josep Thió (2008) - Música Global

A part dels premis mencionats, cal esmentar també que Pere Solés ha rebut nombroses concessions i ajudes públiques per a molts dels seus curtmetratges i documentals. És guanyador d'una beca de participació en el Laboratori d'Escriptura de Guions Cinematogràfics d'Oviedo (Oaxaca / Sundance) pel seu guió de llargmetratge Vedat Privat, projecte que també va ser escollit per l'Iberoamerican Films Crossing Borders (Festival de l'Havana, 2010).
Solés és creador i director artístic del Festival Emergent, que des de 2005 potencia la presència de les arts escèniques a les comarques gironines. També és co-creador del Girona A Cappella Festival, que dirigeix Pau Marquès. Cada maig (coincidint amb Temps de Flors) passen pels seus escenaris les millors propostes "a cappella".
A més a més, Pere Solés és soci de la productora de cinema i arts escèniques DDM Visual, SL i va ser membre de la Plataforma de Dramaturgs de les Comarques Gironines (Platadedrama) des de 2009 fins a 2016.